# Unione Sportiva Alessandria Calcio 1987-1988
Questa voce raccoglie le informazioni riguardanti l'Unione Sportiva Alessandria Calcio nelle competizioni ufficiali della stagione 1987-1988.

## Stagione
Nella stagione 1987-1988 l'Unione Sportiva Alessandria Calcio ha disputato il settimo campionato di Serie C2 della sua storia. Ha raccolto 41 punti, ottenendo il quinto posto.

## Divise e sponsor
Il fornitore ufficiale di materiale tecnico per la stagione 1987-1988 fu Robe di Sport con i marchi Puma e Le Coq Sportif, mentre lo sponsor di maglia fu AGV.
| 1ª divisa | 2ª divisa |

## Organigramma societario
Area direttiva
- Presidente: Gino Amisano
- Vicepresidente: Sergio Puppo
- Consiglieri: Renzo Baucia, Fernando Cerafogli, Giancarlo Corsi, Angelo Faccini, Franco Gatti, Ortensio Negro e Michele Sandroni
- General manager: Marcello Marcellini

Area organizzativa
- Segretario: Gianfranco Coscia

Area tecnica
- Allenatori: Adelmo Capelli, dal 15 marzo Dino Ballacci
- Allenatore in seconda: Antonio Colombo
- Preparatore atletico: Carlo Monichino

Area sanitaria
- Medico sociale: Luigi Mazza
- Massaggiatore: Sergio Viganò

## Rosa
| N. |                   | Ruolo | Calciatore            |
| -- | ----------------- | ----- | --------------------- |
|    | Italia (bandiera) | P     | Sandro Merlo          |
|    | Italia (bandiera) | P     | Iliano Riccarand      |
|    | Italia (bandiera) | D     | Fausto Carnio         |
|    | Italia (bandiera) | D     | Germano Fioraso       |
|    | Italia (bandiera) | D     | Silvio Giorgi         |
|    | Italia (bandiera) | D     | Luca Meazza           |
|    | Italia (bandiera) | D     | Emanuele Panizza      |
|    | Italia (bandiera) | D     | Alessandro Scarabelli |
|    | Italia (bandiera) | C     | Luciano Benetti       |

| N. |                   | Ruolo | Calciatore        |
| -- | ----------------- | ----- | ----------------- |
|    | Italia (bandiera) | C     | Pierpaolo Bisoli  |
|    | Italia (bandiera) | C     | Paolo Corsi       |
|    | Italia (bandiera) | C     | Ivan Ferretti     |
|    | Italia (bandiera) | C     | Marcello Grandi   |
|    | Italia (bandiera) | C     | Fabrizio Mastini  |
|    | Italia (bandiera) | C     | Luciano Miani     |
|    | Italia (bandiera) | A     | Franco Marescalco |
|    | Italia (bandiera) | A     | Maurizio Rinino   |
|    | Italia (bandiera) | A     | Giuseppe Tortora  |

## Risultati

### Serie C2

#### Girone di andata
| Arbitro: | Zebellin (Bassano del Grappa) |

|             |           |  |
| Mastini 73’ | Marcatori |  |

| Novara 27 settembre 1987, ore 15:00 CET 2ª giornata | Novara          | 0 – 0 referto | Alessandria | Stadio Comunale (3.965 spett.)\| Arbitro: \| Limone (Torino) \| |
| Arbitro:                                            | Limone (Torino) |               |             |                                                                 |

| Arbitro: | Brignoccoli (Ancona) |

|                                       |           |  |
| Marescalco 63’ Tortora 71’ Bisoli 88’ | Marcatori |  |

| Arbitro: | Ceccarelli (Ciampino) |

|                                 |           |                       |
| Pederzoli 3’ (rig.), 54’ (rig.) | Marcatori | 48’ (rig.) Marescalco |

| Arbitro: | Rossignoli (Firenze) |

|                           |           |                          |
| Bisoli 62’ Marescalco 87’ | Marcatori | 6’ Bresciani 88’ Majerna |

| Telgate 24 ottobre 1987, ore 14:30 CET 6ª giornata | Telgate       | 0 – 0 referto | Alessandria | Stadio comunale (1.000 spett.)\| Arbitro: \| Leita (Udine) \| |
| Arbitro:                                           | Leita (Udine) |               |             |                                                               |

| Arbitro: | D'Ambrosio (Padova) |

|            |           |  |
| Bisoli 18’ | Marcatori |  |

| Arbitro: | Di Savino (Foggia) |

|              |           |                               |
| Biolcati 77’ | Marcatori | 45’ Marescalco 82’ L. Benetti |

| Arbitro: | Russo (Chieti) |

|             |           |                        |
| Tortora 90’ | Marcatori | 60’ (rig.) Leonarduzzi |

| Arbitro: | Bencivenga (Torino) |

|                         |           |                               |
| Bressan 43’ Finozzi 47’ | Marcatori | 12’ Marescalco 60’ L. Benetti |

| Arbitro: | Mantovani (Genova) |

|             |           |  |
| Tortora 10’ | Marcatori |  |

| Arbitro: | Brignoccoli (Ancona) |

|                   |           |             |
| Grandi 17’ (aut.) | Marcatori | 35’ Tortora |

| Arbitro: | Braschi (Prato) |

|                |           |                        |
| Scarabelli 71’ | Marcatori | 3’ Zobbio 73’ Statella |

| Casale Monferrato 20 dicembre 1987, ore 14:30 CET 14ª giornata | Casale               | 0 – 0 referto | Alessandria | Stadio Natale Palli (2.871 spett.)\| Arbitro: \| Trentalange (Torino) \| |
| Arbitro:                                                       | Trentalange (Torino) |               |             |                                                                          |

| Arbitro: | G. Baldas (Trieste) |

|                                               |           |  |
| Bisoli 23’ Scarabelli 60’ Marescalco 64’, 71’ | Marcatori |  |

| Arbitro: | Arcangeli (Terni) |

|            |           |             |
| Groppi 54’ | Marcatori | 79’ Tortora |

| Arbitro: | Taverniti (Roma) |

|             |           |  |
| Mastini 16’ | Marcatori |  |

#### Girone di ritorno
| Arbitro: | Limone (Torino) |

|                   |           |                            |
| Campioli 57’, 88’ | Marcatori | 48’ Mastini 59’ Marescalco |

| Alessandria 31 gennaio 1988, ore 15:00 CET 19ª giornata | Alessandria      | 0 – 0 referto | Novara | Stadio Giuseppe Moccagatta (5.221 spett.)\| Arbitro: \| Arena (Ercolano) \| |
| Arbitro:                                                | Arena (Ercolano) |               |        |                                                                             |

| Arbitro: | Girotti (Bologna) |

|               |           |                |
| Venturato 77’ | Marcatori | 27’ Scarabelli |

| Arbitro: | Griffo (Palermo) |

|                |           |             |
| Marescalco 44’ | Marcatori | 20’ Fiorini |

| Varese 28 febbraio 1988, ore 15:00 CET 22ª giornata | Varese          | 0 – 0 referto | Alessandria | Stadio Franco Ossola (1.511 spett.)\| Arbitro: \| Scardia (Lecce) \| |
| Arbitro:                                            | Scardia (Lecce) |               |             |                                                                      |

| Arbitro: | Fiori (Ravenna) |

|                |           |                   |
| Marescalco 45’ | Marcatori | 69’ (rig.) Mosele |

| Arbitro: | Di Renzo (Roma) |

|              |           |  |
| V. Guerra 7’ | Marcatori |  |

| Alessandria 20 marzo 1988, ore 15:00 CET 25ª giornata | Alessandria         | 0 – 0 referto | Legnano | Stadio Giuseppe Moccagatta (2.422 spett.)\| Arbitro: \| G. Baldas (Trieste) \| |
| Arbitro:                                              | G. Baldas (Trieste) |               |         |                                                                                |

| Pordenone 2 aprile 1988, ore 15:30 CEST 26ª giornata | Pordenone           | 0 – 0 referto | Alessandria | Stadio Ottavio Bottecchia (800 spett.)\| Arbitro: \| Cazzamalli (Milano) \| |
| Arbitro:                                             | Cazzamalli (Milano) |               |             |                                                                             |

| Arbitro: | Stilliti (Bergamo) |

|                                    |           |  |
| Panizza 56’ Mastini 70’ Carnio 76’ | Marcatori |  |

| Arbitro: | Rausa (Cosenza) |

|                   |           |                                   |
| Testa La Muta 71’ | Marcatori | 40’ Marescalco 87’ (aut.) Bollini |

| Arbitro: | Griffo (Palermo) |

|                                |           |  |
| I. Ferretti 21’ Marescalco 73’ | Marcatori |  |

| Voghera 8 maggio 1988, ore 15:30 CEST 30ª giornata | Vogherese        | 0 – 0 referto | Alessandria | Stadio Comunale (2.500 spett.)\| Arbitro: \| P. Forte (Aosta) \| |
| Arbitro:                                           | P. Forte (Aosta) |               |             |                                                                  |

| Arbitro: | Bernardini (Rovigo) |

|             |           |  |
| Tortora 90’ | Marcatori |  |

| Arbitro: | Girotti (Bologna) |

|               |           |  |
| Filippini 10’ | Marcatori |  |

| Arbitro: | Magliulo (Torre Annunziata) |

|  |           |                           |
|  | Marcatori | 32’ Battistella 81’ Mazzi |

| Arbitro: | Salerno (Acireale) |

|               |           |                               |
| Scattolin 20’ | Marcatori | 26’ Scarabelli 46’ Marescalco |

## Statistiche

### Statistiche di squadra
| Competizione | Punti | In casa | In casa | In casa | In casa | In casa | In casa | In trasferta | In trasferta | In trasferta | In trasferta | In trasferta | In trasferta | Totale | Totale | Totale | Totale | Totale | Totale | DR  |
| Competizione | Punti | G       | V       | N       | P       | Gf      | Gs      | G            | V            | N            | P            | Gf           | Gs           | G      | V      | N      | P      | Gf     | Gs     | DR  |
| ------------ | ----- | ------- | ------- | ------- | ------- | ------- | ------- | ------------ | ------------ | ------------ | ------------ | ------------ | ------------ | ------ | ------ | ------ | ------ | ------ | ------ | --- |
| Serie C2     | 41    | 17      | 9       | 6       | 2       | 23      | 9       | 17           | 3            | 11           | 3            | 14           | 14           | 34     | 12     | 17     | 5      | 37     | 23     | +14 |

### Statistiche dei giocatori
| Giocatore     | Serie C2 | Serie C2 |
| Giocatore     | Pres     | Gol      |
| ------------- | -------- | -------- |
| L. Benetti    | 23       | 2        |
| P. Bisoli     | 33       | 5        |
| F. Carnio     | 29       | 1        |
| P. Corsi      | 28       | 0        |
| I. Ferretti   | 22       | 1        |
| G. Fioraso    | 18       | 8        |
| S. Giorgi     | 22       | 0        |
| M. Grandi     | 21       | 0        |
| F. Marescalco | 33       | 13       |
| F. Mastini    | 33       | 4        |
| L. Meazza     | 20       | 0        |
| S. Merlo      | 34       | -23      |
| L. Miani      | 7        | 0        |
| E. Panizza    | 27       | 1        |
| M. Rinino     | 21       | 0        |
| A. Scarabelli | 26       | 4        |
| G. Tortora    | 31       | 5        |